# Louis-Robert Carrier-Belleuse

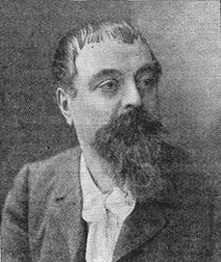
Louis-Robert Carrier-Belleuse

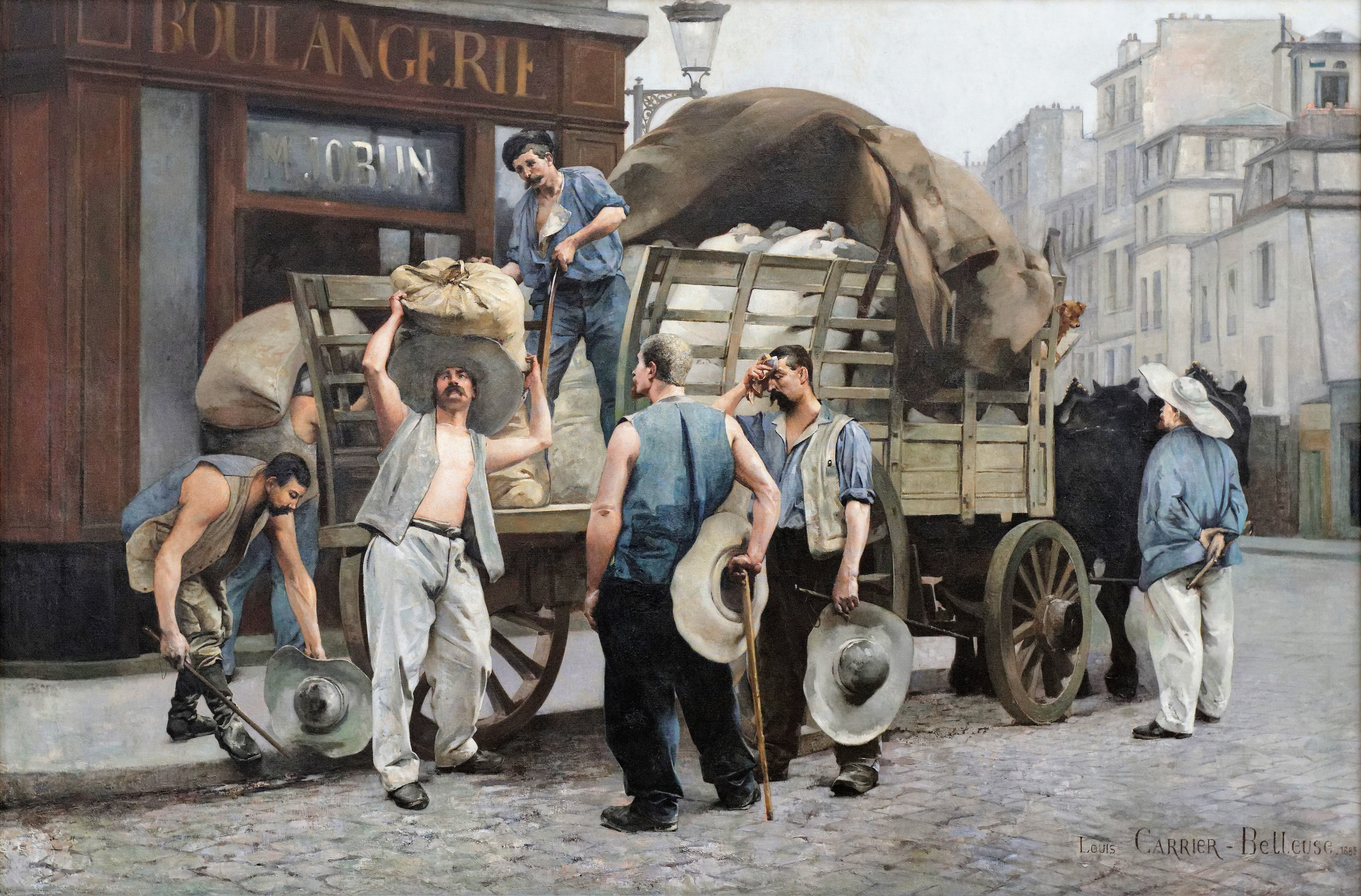
Porteurs de farine. Scène parisienne, 1885, Musée du Petit Palais

Louis-Robert Carrier-Belleuse (1848-1913) fou un pintor i escultor francès fill i alumne de l'Albert-Ernest Carrier-Belleuse. Feia els dissenys de la Faïencerie (fàbrica de terrissa) de Choisy-li-Roi de la qual va ésser el director artístic.

## Obres
- Une équipe de bitumiers (1883)
- Porteurs de farine (1885)
- La corvée
- Les Petits Ramoneurs
- Une Petite Curieuse
- Marchand de Journaux
- Projet pour une coupe d'orfèvrerie
- Tomba del president de Guatemala José María Reina Barrios.
- Monument nacional de Costa Rica.